# Rolls-Royce Silver Spur
Der Rolls-Royce Silver Spur ist eine viertürige Limousine des britischen Automobilherstellers Rolls-Royce, der auf dem 1980 vorgestellten Silver Spirit basiert. Der Silver Spur wies einen gegenüber dem Basismodell verlängerten Radstand auf. Zeitweise wurde für das Fahrzeug auch die Bezeichnung Silver Dawn verwendet. Eine sportliche Ausführung des Wagens wurde zeitweise unter dem Namen Rolls-Royce Flying Spur vermarktet, und eine nochmals verlängerte Version heißt Rolls-Royce Silver Spur Touring Limousine. Wiederholt wechselnde Modellbezeichnungen sorgten in den 1990er-Jahren für Irritationen.

## Die einzelnen Modelle

### Silver Spur

#### Design und Technik
Im Laufe des Jahres 1980 hatte Rolls-Royce sein bislang erfolgreichstes Modell, den Silver Shadow, nach 15-jähriger Produktionszeit eingestellt. Zusammen mit dem Silver Shadow endete auch die Produktion des mit einem längeren Radstand versehenen Rolls-Royce Silver Wraith II. Die Silver-Shadow-Baureihe wurde durch den Silver Spirit ersetzt. Ihm zur Seite stellte das Werk eine Version mit einem um 100 mm verlängerten Radstand, die die Bezeichnung Silver Spur („silberner Sporn“) erhielt. Der Silver Spur ersetzte damit den Silver Wraith II.
Der Silver Spur entsprach, abgesehen von einem längeren Radstand, technisch dem Silver Spirit. Auch das Karosseriedesign beider Modelle war identisch. Die Verlängerung kam hierbei gänzlich den Fondpassagieren zugute. Allerdings war der Silver Spur, anders als die kürzere Basisversion, serienmäßig mit einem Vinyldach (hier Everflex genannt), den Radkappen der Corniche sowie einem Rolls-Royce-Logo an der C-Säule ausgestattet.

#### Baureihen
Der Silver Spur vollzog alle Entwicklungsschritte des Silver Spirit nach. Wie dieser, wurde er in vier Serien gebaut:
- Serie I (1980 bis 1989): Nachfolger des Silver Wraith II. Einführung in den USA, Kanada und Japan erst im Modelljahr 1981. US-Modelle mit vier rechteckigen Sealed-Beam-Scheinwerfern und elektronischer Einspritzung, Modelle für andere Märkte mit Vergaser.

- Serie II (1990 bis 1993): Einführung einer elektronischen Fahrwerksregelung sowie Überarbeitung des Armaturenbrettes und optionale Verfügbarkeit eines Fahrer-Airbags.

- Serie III (1994 bis 1995): Überarbeitung des Motors, Leistungssteigerung, Fahrer- und Beifahrer-Airbag Standard, Einführung der Freiformscheinwerfer auch bei den US-Modellen.

- New Silver Spur (1996 bis 2000): Weitere technische Änderungen, rundlicher gestaltete Frontpartie, Außenspiegel im Spiegeldreieck montiert, Kühlergrill um 2" in der Höhe reduziert.

Ab 1997 wurden alle Fahrzeuge, welche zuvor einen Saugmotor hatten, mit einem 300-PS-Turbomotor ausgestattet (Light Pressure Turbo). 

#### Produktion
Der Silver Spur war deutlich erfolgreicher als sein Vorgänger Silver Wraith II. Während der Silver Wraith II einen Anteil von lediglich 15 Prozent an der Gesamtproduktion der Modelle Shadow/Wraith-Baureihe hatte, war das Verhältnis des kurzen Silver Spirit (9614 Fahrzeuge von 1980 bis 1998) zum verlängerten Silver Spur (8833 Exemplare) annähernd ausgeglichen; in den 1990er-Jahren entstanden sogar regelmäßig mehr lange als kurze Versionen.
Parallel zum Silver Spirit gab es zeitweise eine verlängerte Version des (weitgehend baugleichen) Bentley Mulsanne, die die Bezeichnung Mulsanne L trug und in 49 Exemplaren hergestellt wurde.

### Flying Spur
Der Rolls-Royce Flying Spur war eine sportliche Ausführung des Silver Spur. Während der Silver Spur mit dem herkömmlichen, 6,75 Liter großen Saugmotor ausgestattet war, erhielt der Flying Spur die turbogeladene Version, die 1982 im Bentley Mulsanne Turbo vorgestellt worden war. Der Flying Spur war das erste Fahrzeug der Marke Rolls-Royce, das von einem Turbomotor angetrieben wurde. Die Motorleistung übertraf die des Saugmotors nach Werksangaben um 50 Prozent; genaue Werte wurden allerdings nicht genannt. Die Höchstgeschwindigkeit betrug 225 km/h.
Das Fahrzeug wurde im Mai 1994 präsentiert und blieb etwa ein Jahr im Angebot. Anfänglich hatte das Werk eine Produktion von 50 Exemplaren geplant; tatsächlich entstanden 134 Fahrzeuge.

### Silver Spur Touring Limousine

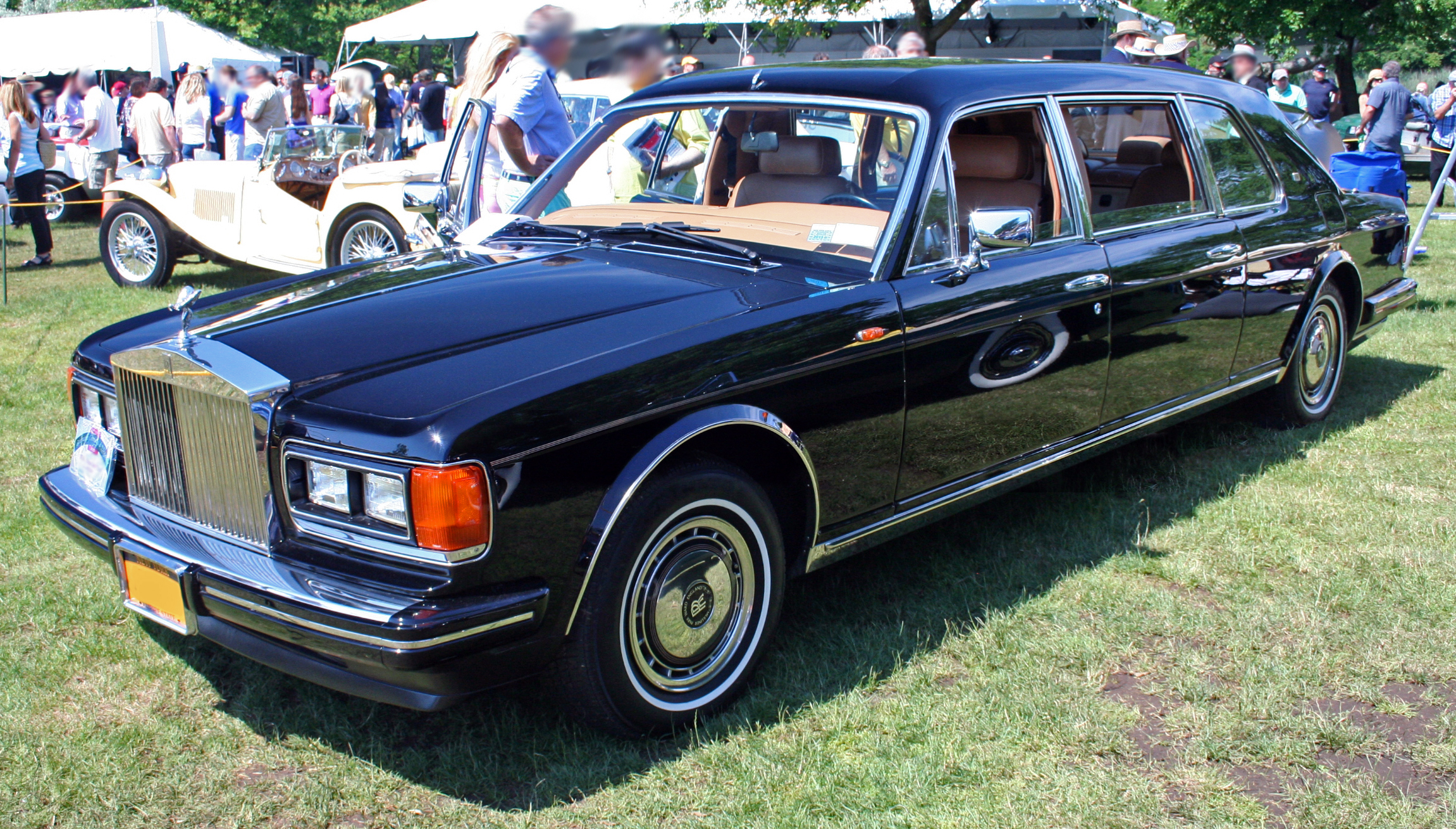
Rolls-Royce Silver Spur Touring Limousine (mit US-amerikanischen Frontleuchten)

Die Silver Spur Touring Limousine erschien im Februar 1984. Es handelte sich um eine sechstürige Variante des Silver Spirit, deren Radstand gegenüber dem Basismodell um 914 mm verlängert worden war. Das Auto wurde bei Robert Jankel Design – einem Unternehmen, das dem Gründer der Retro-Car-Marke Panther Westwinds gehörte – hergestellt. Bis 1985 entstanden 16 Exemplare, die in erster Linie auf dem US-amerikanischen Markt abgesetzt wurden. Der Verkaufspreis war mit 140.000 Pfund doppelt so hoch wie der des Basismodells.
Ab 1985 übernahm Rolls-Royce die Fertigung der Langlimousine selbst. Der Aufbau erfolgte nun bei Mulliner Park Ward, einem Karosseriewerk, das seit mehreren Jahrzehnten zum Rolls-Royce-Konzern gehörte. Die ab 1985 hergestellten Modelle unterschieden sich allerdings in einigen Details von den Jankel-Fahrzeugen: Der Radstand war nun 1106 mm länger als der der Basisversion; gleichwohl hatte das Auto nur vier (statt bisher sechs) Türen, war aber weiterhin mit sechs Sitzen verfügbar.
Bis 1992 wurde die Silver Spur Touring Limousine parallel zum traditionsreichen Repräsentationsmodell Rolls-Royce Phantom VI angeboten. Nach dessen Einstellung war sie das längste Modell, das Rolls-Royce im Angebot hatte. Zu dieser Zeit wurde aus dem Fahrzeug formal ein eigenständiges Modell. 1991 entfiel die Modellbezeichnung „Silver Spur“, sodass der Wagen nur noch Rolls-Royce Touring Limousine hieß. 1999 wurde ein einzelnes Exemplar der Touring Limousine als Bentley Mulliner Park Ward Limousine gefertigt.